# Jaunpur
Jaunpur (Hindi: जौनपुर, Urdu: جون پور; Jaunpur) ist eine ca. 190.000 Einwohner zählende Stadt im nordindischen Bundesstaat Uttar Pradesh; sie ist die Hauptstadt des gleichnamigen Distriktes und vor allem auf Grund ihrer bedeutenden Bauten der indo-islamischen Architektur des 15. Jahrhunderts bekannt.

## Lage
Jaunpur liegt etwa 63 km (Fahrtstrecke) nordwestlich von Varanasi in einer Höhe von ca. 85 m am Gomti-Fluss. Die Entfernung nach Prayagraj am Zusammenfluss von Ganges und Yamuna beträgt gut 100 km in südwestlicher Richtung. Das Klima ist für Nordindien eher gemäßigt und durchaus regenreich, wobei die meisten Niederschläge während der Monsunmonate Juni bis September fallen.

## Bevölkerung
Offizielle Bevölkerungsstatistiken werden erst seit 1991 geführt und veröffentlicht.
| Jahr      | 1991    | 2001    | 2011    |
| Einwohner | 136.062 | 160.055 | 180.362 |

Die Hindi und Urdu sprechende Bevölkerung besteht zu etwa 63,5 % aus Hindus und zu gut 33 % aus Moslems; zahlenmäßig kleine Minderheiten bilden Jains, Christen, Sikhs, Buddhisten und andere. Wie bei Volkszählungen im Norden Indiens üblich, liegt der männliche Bevölkerungsanteil etwa 10 % höher als der weibliche.

## Wirtschaft
Die Landwirtschaft in der Umgebung war und ist noch immer die ökonomische Basis der Stadt, in der sich Handwerk, Handel und Dienstleistungen aller Art angesiedelt haben. Die Stadt ist vor allem als Zentrum der traditionellen Parfümherstellung bekannt.

## Geschichte
Jaunpur wurde um 1360 unter der Herrschaft von Firuz Schah Tughluq (reg. 1351–1388), des Sultans von Delhi, gegründet. Schon im 11. Jahrhundert bestand an dieser Stelle eine Stadt, die jedoch von einer verheerenden Flut des Gomti zerstört wurde. Der Name der Stadt leitet sich von Jauna, einem der Vornamen von Firuz Schahs Vorgänger Muhammad bin Tughluq ab. Im Jahr 1394 wurde Jaunpur Hauptstadt des gleichnamigen unabhängigen Sultanats, das bis zur Eroberung durch die Lodi-Sultane im Jahr 1479 Bestand hatte. In der Zeit der Unabhängigkeit entwickelte sich die Stadt zu einem wichtigen regionalen Zentrum.

## Sehenswürdigkeiten
Die um 1470 erbaute Freitagsmoschee (Jama Masjid) sowie die ältere Atala-Moschee mit ihren hoch aufragenden, das dahinter liegende Kuppeldach verdeckenden Portalen sind herausragende Beispiele des indo-islamischen Provinzialstils. Noch aus der Tughluq-Zeit stammt das Fort von Jaunpur. Im 16. Jahrhundert ließ der Großmogul Akbar I. eine große Brücke über den Gomti errichten, die noch heute eine wichtige Verkehrsader und ein Wahrzeichen der Stadt ist.

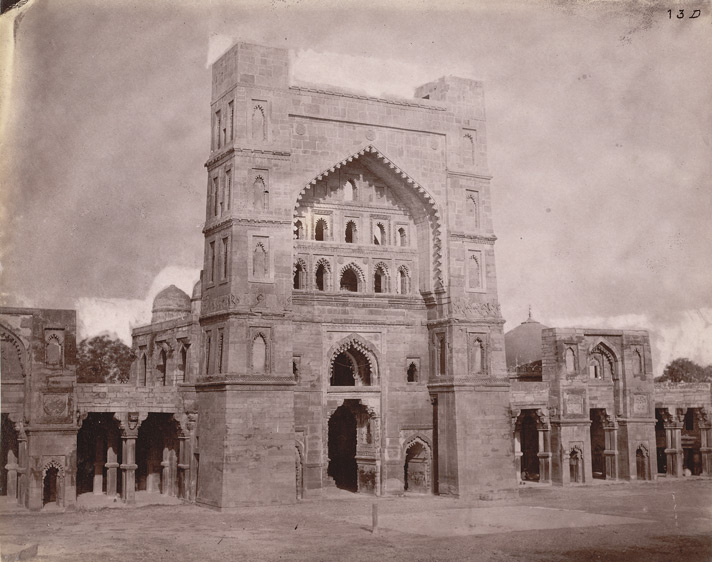
Atala-Moschee (Fotografie aus dem 19. Jh.)
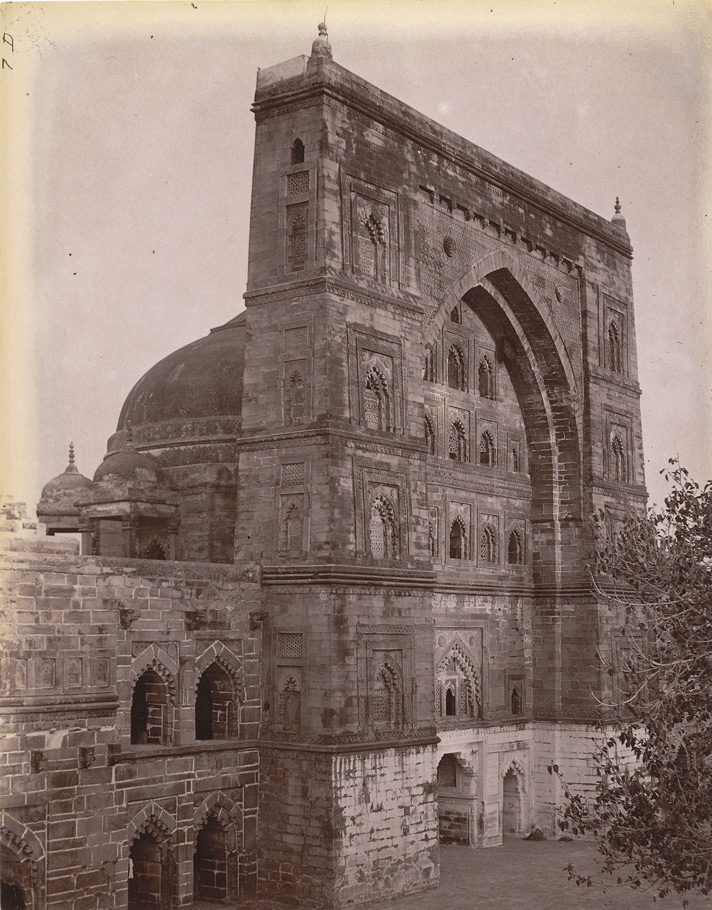
Freitagsmoschee (Fotografie aus dem 19. Jh.)